# Liste des résolutions du Conseil de sécurité des Nations unies sur le Libéria
Cet article dresse une liste des résolutions du Conseil de sécurité des Nations unies concernant le Libéria.

## Libéria
Le Liberia ou Libéria, en forme longue la république du Liberia (ou la république du Libéria), en anglais Liberia et Republic of Liberia.
Le Libéria est membre fondateur de l'organisation des Nations unies.
- Résolution 788 : Liberia (adoptée le 19 novembre 1992).
- Résolution 813 : Liberia (adoptée le 26 mars 1993).
- Résolution 856 : Liberia (adoptée le 10 août 1993).
- Résolution 866 : Liberia (adoptée le 22 septembre 1993).
- Résolution 911 : extension du mandat de la Mission d'observation des Nations unies au Liberia et l'implémentation des accords de paix pour le Liberia.
- Résolution 950 : situation au Liberia (prorogation MONUL)
- Résolution 972 : la situation au Liberia (prorogation de la MONUL jusqu’au 13 avril 1995 ; appel au versement des contributions).
- Résolution 985 : situation au Liberia (prorogation de la MONUL jusqu’au 30/6/95 ; création Comité d’examen d’information sur violations d’embargo sur armes)
- Résolution 1001 : la situation au Liberia (prorogation de la MONUL jusqu’au 15 septembre 1995).
- Résolution 1014 : la situation au Liberia (prorogation de la MONUL jusqu’au 31 janvier 1996 ; nomination de 42 nouveaux observateurs)
- Résolution 1020 : la situation au Liberia (modification du mandat de la MONUL; le nombre observateurs militaires est porté à 160)
- Résolution 1041 : la situation au Liberia
- Résolution 1059 : la situation au Liberia.
- Résolution 1059 : la situation au Liberia.
- Résolution 1071 : la situation au Liberia
- Résolution 1083 : la situation au Liberia
- Résolution 1000 : situation au Liberia
- Résolution 1116 : situation au Liberia
- Résolution 1343 : la situation au Liberia.
- Résolution 1395 : la situation au Liberia.
- Résolution 1408 : la situation en Liberia.
- Résolution 1458 : la situation au Liberia.
- Résolution 1478 : la situation au Libéria.
- Résolution 1497 : la situation au Liberia.
- Résolution 1509 : la situation au Liberia.
- Résolution 1521 : la situation au Libéria.
- Résolution 1532 : la situation au Liberia.
- Résolution 1549 : la situation au Liberia.
- Résolution 1561 : la situation au Liberia.
- Résolution 1579 : la situation au Liberia.
- Résolution 1607 : la situation au Libéria.
- Résolution 1626 : la situation au Libéria.
- Résolution 1638 : la situation au Liberia.
- Résolution 1647 : la situation au Liberia.
- Résolution 1667 : la situation au Liberia.
- Résolution 1683 : la situation au Liberia.
- Résolution 1689 : la situation au Liberia.
- Résolution 1694 : la situation au Liberia.
- Résolution 1712 : la situation au Liberia.
- Résolution 1731 : la situation au Liberia.
- Résolution 1750 : la situation au Liberia.
- Résolution 1753 : la situation au Liberia.
- Résolution 1760 : la situation au Liberia.
- Résolution 1777 : la situation au Liberia.
- Résolution 1792 : la situation au Liberia.
- Résolution 1819 : la situation au Liberia.
- Résolution 1836 : la situation au Liberia.
- Résolution 1854 : la situation au Liberia.
- Résolution 1885 : la situation au Liberia.
- Résolution 1903 : La situation au Libéria.
- Résolution 1938 : la situation au Libéria (adoptée le 15 septembre 2010).
- Résolution 1961 : la situation au Libéria (adoptée le 17 décembre 2010).
- Résolution 1971 : la situation au Liberia (adoptée le 3 mars 2011).
- Résolution 2008 : la situation au Libéria (adoptée le 16 septembre 2011).
- Résolution 2025 : la situation au Libéria (adoptée le 14 décembre 2011).
- Résolution 2066 : la situation au Libéria (adoptée le 17 septembre 2012 lors de la 6834e séance).
- Résolution 2079 : la situation au Libéria (adoptée le 12 décembre 2012 lors de la 6884e séance).
- Résolution 2116 : la situation au Libéria (adoptée le 18 septembre 2013 lors de la 7033e séance).
- Résolution 2128 : la situation au Libéria, adoptée le 10 décembre 2013 lors de la 7077e séance).
- Résolution 2176 : la situation au Libéria (adoptée le 15 septembre 2014 lors de la 7263e séance).
- Résolution 2177 : paix et sécurité en Afrique (adoptée le 18 septembre 2014 lors de la 7268e séance).
- Résolution 2188 : la situation au Libéria (adoptée le 9 décembre 2014 lors de la 7328e séance).
- Résolution 2190 : la situation au Libéria (adoptée le 15 décembre 2014 lors de la 7340e séance).
- Résolution 2215 : la situation au Liberia (adoptée le 2 avril 2015).
- Résolution 2237 : la situation au Liberia (adoptée le 2 septembre 2015).
- Résolution 2239 : la situation au Liberia (adoptée le 17 septembre 2015).
- Résolution 2288 : la situation au Libéria (adoptée le 25 mai 2016).
- Résolution 2308 : la situation au Libéria (adoptée le 14 septembre 2016).
- Résolution 2333 : la situation au Libéria (adoptée le 23 décembre 2016).